# Participação do Corinthians nas finais do Campeonato Paulista de Futebol de 1977
O Campeonato Paulista de 1977 ficou marcado na história do clube Sport Club Corinthians Paulista pela queda do jejum de 22 anos, 8 meses e 7 dias sem títulos.

## Regulamento
O Campeonato Paulista de 1977 ficou conhecido como "Campeonato dos 100 Milhões de Cruzeiros" (o total de arrecadação que a Federação Paulista esperava conseguir), era comando pelo presidente da Federação Paulista de Futebol, Alfredo Metidieri.
O regulamento era um pouco complicado, mas tinha como objetivo garantir as equipes grandes na final da disputa, o que acabou dando resultado.
Eram 19 times, divididos em 4 grupos:
| Grupo A                                                         | Grupo B                                         | Grupo C                                         | Grupo D                         |
| --------------------------------------------------------------- | ----------------------------------------------- | ----------------------------------------------- | ------------------------------- |
| Palmeiras Ponte Preta São Bento Ferroviária Portuguesa Santista | Corinthians Botafogo XV de Piracicaba XV de Jaú | São Paulo Portuguesa Noroeste Comercial Marília | Santos Guarani América Paulista |

Regras
- Vitórias simples valiam dois pontos conforme acontecia na época;
- As vitórias com três gols de diferença passaram a valer três pontos;
- Jogaram todos contra todos, porém a contagem de pontos foi feita dentro dos grupos;
- O primeiro turno seria disputados em jogos únicos. Os líderes do primeiro turno disputariam uma final entre si, e o vencedor estaria garantido para o terceiro turno do Campeonato Paulista e seria campeão da Taça Cidade de São Paulo;
- O segundo turno seria disputados em jogos únicos, com os mandos de campo invertidos conforme foram os jogos do primeiro turno. Os líderes do segundo turno disputariam uma final entre si, e o vencedor estaria garantido para o terceiro turno do Campeonato Paulista e seria campeão da Taça Governador do Estado de São Paulo;
- Aos dois campeões seriam acrescidos mais seis equipes. Os critérios para que esses times obtivessem essa classificação seriam a soma de pontos das duas fases anteriores e a arrecadação obtida por eles nos dois turnos anteriores;
- O terceiro turno, este decisivo para a final do Campeonato Paulista, as oito equipes seriam divididas em dois grupos, e disputados jogos de ida e volta entre as equipes de cada grupo. Os vencedores de cada grupo disputariam a final do campeonato;
- Na final seria campeão a equipe que conseguisse quatro pontos. Se ao final dos três jogos as duas equipes mantivessem a mesma pontuação, o jogo iria para a prorrogação. Persistindo o empate seria declarado campeão aquele que obtivesse mais vitórias ao longo do campeonato.

Classificação
Os campeões do primeiro turno foram Palmeiras, Botafogo, São Paulo e Guarani. O Botafogo eliminou o Guarani e  São Paulo eliminou o Palmeiras. Na final, o Botafogo venceu o São Paulo e acabou sendo campeão da Taça Cidade de São Paulo.
Novamente reagrupados, os times disputaram o segundo turno, dentro do regulamento. Com inversão dos mandos de campo, venceram seus grupos Portuguesa, São Paulo, Corinthians e Palmeiras. O Corinthians eliminou o São Paulo e o Palmeiras venceu a Portuguesa. Na final, o Corinthians venceu o Palmeiras e foi campeão da Taça Governador do Estado de São Paulo. Portanto, Botafogo e Corinthians venceram os dois primeiros turnos.
Aos dois vencedores juntaram-se: Palmeiras, São Paulo, Ponte Preta, Guarani, Santos e Portuguesa de Desportos.
Estes oito foram divididos em dois grupos:
| Clube       | Classificação  |
| ----------- | -------------- |
| Ponte Preta | Campeão        |
| Botafogo    | Vice-Campeão   |
| Santos      | Terceiro Lugar |
| Palmeiras   | Quarto Lugar   |

| Clube       | Classificação  |
| ----------- | -------------- |
| Corinthians | Campeão        |
| São Paulo   | Vice-Campeão   |
| Portuguesa  | Terceiro Lugar |
| Guarani     | Quarto Lugar   |

Com isso, após 376 jogos, Corinthians e Ponte Preta estavam na decisão do Campeonato Paulista de 1977.

## Final - 1º Jogo

### Ficha Técnica
| 5 de outubro de 1977 | Ponte Preta | 0–1 | Corinthians  | Estádio do Morumbi, São Paulo (SP)                                             |
| 21:00                |             |     | Palhinha 14' | Público: 65,806 Renda: Rr$ 2,628,890,00 Árbitro: Dulcídio Wanderley Boschillia |

| Ponte Preta | Corinthians |

| PONTE PRETA: |    |               |  |
|              |    |               |  |
| GL           | 1  | Carlos        |  |
| LD           | 2  | Jair          |  |
| DF           | 3  | Oscar (c)     |  |
| DF           | 4  | Polozzi       |  |
| LE           | 6  | Odirlei       |  |
| V            | 5  | Vanderlei     |  |
| V            | 8  | Marco Aurélio |  |
| MC           | 10 | Dicá          |  |
| PT           | 7  | Lúcio         |  |
| AT           | 9  | Rui Rei       |  |
| PT           | 11 | Tuta          |  |
| Treinador:   |    |               |  |
| Zé Duarte    |    |               |  |

| CORINTHIANS:    |    |              |             |  |
|                 |    |              |             |  |
| GL              | 1  | Tobias       |             |  |
| LD              | 2  | Zé Maria     |             |  |
| DF              | 3  | Moisés       |             |  |
| DF              | 6  | Zé Eduardo   |             |  |
| LE              | 4  | Wladimir (c) |             |  |
| V               | 5  | Ruço         |             |  |
| V               | 8  | Basílio      |             |  |
| MC              | 7  | Luciano      |             |  |
| PT              | 10 | Palhinha     |             |  |
| AT              | 9  | Geraldão     |             |  |
| PT              | 11 | Adãozinho    | Substituído |  |
| Substituições:  |    |              |             |  |
| MC              | 16 | Lance        |             |  |
| Treinador:      |    |              |             |  |
| Oswaldo Brandão |    |              |             |  |

Fonte: UNZELTE, Celso Dario. Almanaque do Corinthians - 2ª Edição. Ano 2005. Editora Abril.

### Programação da semana
A preparação para o Corinthians começou na segunda feira, dia 3 de outubro, no dia seguinte a vitória sobre o São Paulo que classificou o time para a final (Corinthians 2 x 1 São Paulo).
Na segunda feira, houve treino no Parque São Jorge para quem não participou do jogo de domingo, mais para o goleiro Tobias e Geraldão, que tinham tendência a ganhar peso.
No dia seguinte, Oswaldo Brandão, surpreendeu com um coletivo, treinamento que equipes geralmente não utilizavam nas vésperas de jogos decisivos. O motivo era que os dois pontas titulares, Vaguinho e Romeu estavam suspensos pelo terceiro cartão amarelo. Após o treino a equipe foi levada para concentração no hotel Rancho Silvestre, na cidade de Embu. A quarta feira, dia do jogo, foi dedicada ao descanso.

### Durante a partida
A estratégia da Ponte Preta era de segurar o time nos primeiros minutos e contar com a cobrança da torcida para cima dos jogadores, como afirmou o próprio técnico da Ponte após o jogo.
Porém aos 14 minutos, Palhinha arrancou em velocidade rumo ao gol do adversário. O goleiro Carlos saiu para fechar o ângulo, palhinha chutou com força, a bola bateu no joelho do goleiro, voltou no rosto do atacante e dali para dentro do gol.
A equipe corinthiana soube segurar a pressão da macaca principalmente no segundo tempo até o arbitro Dúlcídio apitar o final do jogo.

## Final - 2º Jogo

### Ficha Técnica
| 9 de outubro de 1977 | Corinthians  | 1–2 | Ponte Preta            | Estádio do Morumbi, São Paulo (SP)                                     |
| 16:00                | Vaguinho 67' |     | Dicá 14' · Rui Rei 83' | Público: 138,032 Renda: Rr$ 4,239,010,00 Árbitro: Romualdo Arppi Filho |

| Corinthians | Ponte Preta |

| CORINTHIANS:    |    |              |                 |         |  |
|                 |    |              |                 |         |  |
| GL              | 1  | Jairo        |                 |         |  |
| LD              | 2  | Zé Maria     |                 |         |  |
| DF              | 3  | Moisés       |                 |         |  |
| DF              | 6  | Zé Eduardo   |                 |         |  |
| LE              | 4  | Wladimir (c) |                 |         |  |
| V               | 5  | Ruço         |                 |         |  |
| V               | 8  | Basílio      |                 |         |  |
| MC              | 7  | Luciano      | Substituído     |         |  |
| PT              | 10 | Palhinha     | Substituído     |         |  |
| AT              | 9  | Geraldão     |                 |         |  |
| PT              | 11 | Romeu        |                 |         |  |
| Substituições:  |    |              |                 |         |  |
| PT              | 17 | Adãozinho    | Entrou em campo | Expulso |  |
| PT              | 18 | Vaguinho     | Entrou em campo |         |  |
| Treinador:      |    |              |                 |         |  |
| Oswaldo Brandão |    |              |                 |         |  |

| PONTE PRETA:   |    |               |                 |  |
|                |    |               |                 |  |
| GL             | 1  | Carlos        |                 |  |
| LD             | 2  | Jair          |                 |  |
| DF             | 3  | Oscar (c)     |                 |  |
| DF             | 4  | Polozzi       |                 |  |
| LE             | 6  | Odirlei       |                 |  |
| V              | 5  | Vanderlei     |                 |  |
| V              | 8  | Marco Aurélio |                 |  |
| MC             | 10 | Dicá          |                 |  |
| PT             | 7  | Lúcio         |                 |  |
| AT             | 9  | Rui Rei       | Substituído     |  |
| PT             | 11 | Tuta          | Substituído     |  |
| Substituições: |    |               |                 |  |
| PT             | 17 | Parraga       | Entrou em campo |  |
| AT             | 18 | Helinho       | Entrou em campo |  |
| Treinador:     |    |               |                 |  |
| Zé Duarte      |    |               |                 |  |

Fonte: UNZELTE, Celso Dario. Almanaque do Corinthians - 2ª Edição. Ano 2005. Editora Abril.

### Programação da semana
A Polícia Rodoviária preparou um forte esquema de segurança para os 60 ônibus que sairiam de Campinas rumo ao Morumbi. Mas o esquema nem foi tão exigidos pois apenas 27 ônibus chegaram a São Paulo, traduzindo a pouca confiança da torcida pontepretana no time.
Pelo lado corinthiano, muita esperança. O Morumbi começou a lotar desde manhã, o que acabou estabelecendo o recorde de público da história do estádio de São Paulo, com um total de mais de 130 mil torcedores.
A movimentação no Parque São Jorge começou cedo, com a missa das 10 horas na capela dedicada ao santo protetor do clube, o São Jorge, que lotou de pessoas. No lado de fora, carros com bandeiras do time e fogos de artifício estouravam nas imediações do clube.
O que os torcedores e nem a própria imprensa local soube que uma pequena crise havia se instalado no hotel Rancho Silvestre (mesmo local que o time havia se concentrado para o primeiro jogo).
Na manhã de domingo, o técnico Oswaldo Brandão se reuniu com a comissão técnica para anunciar a escalação. Entre as mudanças, a entrada de Jairo no gol no lugar de Tobias suspenso pelo terceiro cartão amarelo; a volta do ponta-esquerda Romeu e a saída do ponta-direita Vaguinho que daria lugar a Palhinha.
Ao comunicar a Vaguinho sobre a notícia, o jogador se irritou pois havia sido titular toda a campanha e não havia argumentos do técnico que o fizessem mudar de ideia. O jogador chegou a ameaçar abandonar a concentração, e ir de táxi para casa. Mas após uma ligação de sua esposa, Maria do Carmo, o jogador se acalmou e ficou na concentração.

### Durante a partida
Com o Morumbi lotado a torcida esperava que o time fosse para cima, mas o técnico havia sacado Vaguinho da equipe titular para segurar mais o jogo.
Aos 25 minutos, Palhinha sofrendo uma forte dor na parte superior da coxa saiu para a entrada de Vaguinho. Aos 42 minutos, ele recebeu passe de calcanhar, e entregou para Geraldão. O zagueiro da Ponte, Oscar, ficou parado pedindo impedimento. O auxiliar não assinalou nada e o Romeu lançou de volta para Vaguinho livre marcar na saída de Carlos: 1 a 0.
No segundo tempo, a equipe Corintiana veio com uma postura mais defensiva o que deu mais espaço para o time da Ponte Preta atacar. Aos 22 minutos, Ruço fez falta em Rui Rei perto da área. Dicá, excelente cobrador de faltas da Ponte, cobrou e fez 1 a 1.
Com o empate o Corinthians já teria que disputar a terceira partida, mas com a vantagem do empate, porém a equipe campineira continuou atacando. Então aos 38 minutos, o volante Vanderlei, arriscou num chute forte de longe da área, a bola desviou no lateral Odirlei e sobrou para Rui Rei, que ganhou de Zé Eduardo, e chutou forte no canto esquerdo de Jairo: 2 a 1. Com a vitória parcial, a equipe se fechou até os minutos finais e consegui a vitória, que deixava as equipes iguais para a final (2 pontos para cada e 2 gols a favor e 2 gols contra).

## Final - 3º Jogo

### Ficha Técnica
| 13 de outubro de 1977 | Ponte Preta | 0–1 | Corinthians | Estádio do Morumbi, São Paulo (SP)                                             |
| 21:00                 |             |     | Basílio 81' | Público: 86,677 Renda: Rr$ 3,325,470,00 Árbitro: Dulcídio Wanderley Boschillia |

| Ponte Preta | Corinthians |

| PONTE PRETA:   |    |               |                 |  |
|                |    |               |                 |  |
| GL             | 1  | Carlos        |                 |  |
| LD             | 2  | Jair          |                 |  |
| DF             | 3  | Oscar (c)     | Expulso         |  |
| DF             | 4  | Polozzi       |                 |  |
| LE             | 6  | Ângelo        |                 |  |
| V              | 5  | Vanderlei     |                 |  |
| V              | 8  | Marco Aurélio |                 |  |
| MC             | 10 | Dicá          |                 |  |
| PT             | 7  | Lúcio         |                 |  |
| AT             | 9  | Rui Rei       |                 |  |
| PT             | 11 | Tuta          | Substituído     |  |
| Substituições: |    |               |                 |  |
| PT             | 17 | Parraga       | Entrou em campo |  |
| Treinador:     |    |               |                 |  |
| Zé Duarte      |    |               |                 |  |

| CORINTHIANS:    |    |              |  |
|                 |    |              |  |
| GL              | 1  | Tobias       |  |
| LD              | 2  | Zé Maria     |  |
| DF              | 3  | Moisés       |  |
| DF              | 6  | Ademir       |  |
| LE              | 4  | Wladimir (c) |  |
| V               | 5  | Ruço         |  |
| V               | 8  | Basílio      |  |
| MC              | 10 | Luciano      |  |
| PT              | 7  | Vaguinho     |  |
| AT              | 9  | Geraldão     |  |
| PT              | 11 | Romeu        |  |
| Treinador:      |    |              |  |
| Oswaldo Brandão |    |              |  |

Fonte: UNZELTE, Celso Dario. Almanaque do Corinthians - 2ª Edição. Ano 2005. Editora Abril.

### Programação da semana
Na manhã daquela quinta feira, o técnico Oswaldo Brandão permitiu que a imprensa tivesse acesso ao hotel Rancho Silvestre, na cidade de Embu.
Antes porém dizem que o técnico chamou Basílio, e o técnico sempre surpretisioso lhe confessou que na sonho que teve, o jogo estava difícil, mas ele faria o gol e o Corinthians seria campeão. Outra versão desse fato que entrou para a história do clube, teve outra versão anos depois, na qual o técnico teve essa conversa com todos os jogadores titulares daquela equipe, menos com o goleiro. Verdade ou não, o importante foi que esse fato fez com que todos os jogadores entrassem com muita raça para que essa profecia fosse cumprida, e principalmente que Basílio fizesse o gol da vitória, e ficasse com o apelido de "Pé-de-Anjo".
Quem esteve na concentração, disse que viu um time tranquilo sem ter sido abalado pela ultima derrota domingo. O técnico, que já tinha um esquema definido, montou um time preocupado principalmente em anular os pontos fortes da equipe da Ponte, que eram o lateral Jair (o outro lateral perigoso Odirlei estava suspenso e seu reserva Ângelo não requia tanta atenção), além do principais arma da equipe, o meia Dicá, que era o responsável pelas cobranças de falta. Para isso, Romeu e Luciano ficaram responsáveis em anular Jair e Dicá, respectivamente.

### Durante a partida

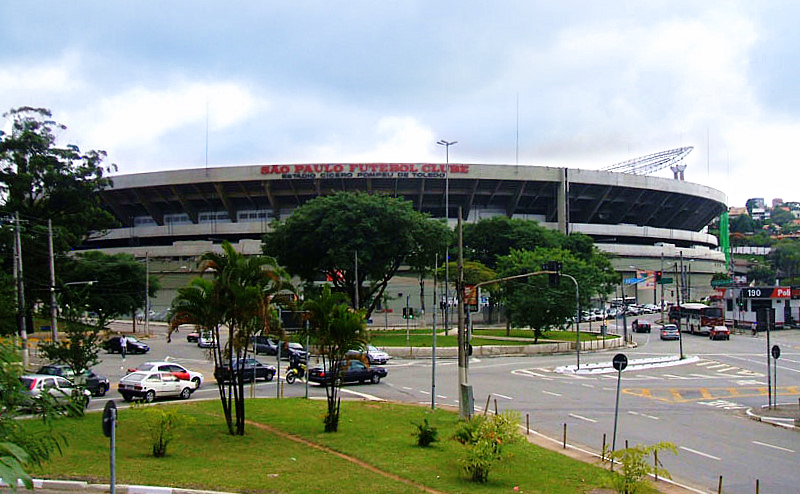
O Morumbi foi o palco dos três jogos durante a final do Campeonato Paulista de 77

O Morumbi recebeu um público de quase 90 mil pessoas. Em campo, Corinthians e Ponte Preta. Só seria campeão aquele time que chegasse primeiro aos quatro pontos, ou seja, a que vencesse a partida. Se houvesse empate a partida iria para a prorrogação. Se persistisse o empate seria campeão o time que tivesse mais vitórias durante a competição, que no caso seria o Corinthians com 26 vitórias contra as 23 vitórias da Ponte.
O Corinthians começou levando perigo logo aos 4 minutos, com uma bola na trave de Luciano sobre a meta de Carlos. Aos 9 minutos, outra chance de gol, desta vez Geraldão pela direita cruzou para Vaguinho, que recuou para Basílio chutar de primeira e Carlos fazer ótima defesa.
Aos 16 minutos, o centroavante da macaca, Rui Rei foi expulso, após uma jogada em que ele levou a bola com a mão, o arbitro apitou a falta e Rui se direcionou para o juiz com gestos e palavrões quando foi advertido com o cartão amarelo. Mesmo assim continuou reclamando com o arbitro que o puniu com o carão vermelho.Essa atitude o fez levar uma fama de "vendido" onde teria sido pago pelo Corinthians para ser expluso, esta declaração que ganhou força  quando foi contratado pela equipe do parque São Jorge para o ano seguinte.
As equipes voltaram para o segundo tempo menos agressivas, mas mesmo assim o Corinthians controlava o jogo. Aos 17 minutos, Zé Maria entrou livre na área e dividiu com o goleiro Carlos. Mesmo caído no chão consegui tocar para trás para Luciano chutar e a bola desviar no companheiro Romeu. A Ponte Preta só levaria perigo aos 25 minutos, quando Ângelo cobrou uma falta de longe que passou rente á trave do goleiro Tobias. Cinco minutos depois, o goleiro pontepretano Carlos rebateu mal uma bola chutada por Romeu, que só não entrou porque Oscar salvou a equipe de Campinas.
Então aos 36 minutos, Zé Maria do Corinthians apareceu livre pela direita e tentou cruzar, mas o lateral da Ponte, Ângelo, cortou com a mão. Dulsilio apitou falta e o próprio Zé Maria ficou para a cobrança. No chute, Zé Maria levantou para dentro da área, onde Basílio desviou de leve; a bola sobrou para Vaguinho que, de pé esquerdo, chutou a bola no travessão; seguindo a jogada, a bola voltou para Wladimir, que vindo de frente, cabeceou para o zageiro Oscar tirar também de cabeça; na sobra, a bola ficou com Basílio que arrematou de pé direito , á meia altura, no lado esquerdo do goleiro Carlos, onde a bola encontrou as redes. Era o gol do título, da queda do jejum de conquistas de 22 anos, 8 meses e 7 dias de sofrimento.

## Pós Jogo
Após o apito final de Dúlcilio Wanderley Boschilla, a policia não conseguiu conter os torcedores invadiram o gramado e comemoravam como podiam. Todos querendo uma lembrança do jogo desde pedaços do gramado até as bandeirinhas.
Pela cidade multidões de torcedores invadiram a Avenida Paulista, onde comerciantes fecharam as portas com medo dos torcedores mais eufóricos. No dia seguinte, os números da comemoração: 6.421 multas (número até baixo com a média de 10.000 multas por dia). No Morumbi, o São Paulo, dono do clube, contabilizou um gramado parcialmente destruido, e algumas instalações seriamente danificadas, o que acabou sendo necessário em torno de 60 dias para a reforma.

## Estatísticas

### Campanha
| Jogos | Vitórias | Empates | Derrotas | GP | GC | Saldo |
| ----- | -------- | ------- | -------- | -- | -- | ----- |
| 48    | 30       | 6       | 12       | 73 | 38 | 35    |

Fonte:MARINHO, Mário Lúcio. Revista Corinthians quebra o tabu. Editora Aner. Ano 4, nº 19. pág. 48

### Jogadores que atuaram
| Nº | Jogador         | Partidas |
| 1  | Geraldão        | 46       |
| 2  | Moisés          | 43       |
|    | Vaguinho        | 43       |
| 3  | Luciano         | 42       |
| 4  | Romeu           | 38       |
| 5  | Palhinha        | 34       |
| 6  | Ruço            | 33       |
| 7  | Tobias          | 32       |
| 8  | Wladimir        | 31       |
| 9  | Cláudio Mineiro | 30       |
|    | Zé Eduardo      | 30       |
| 10 | Basílio         | 28       |
|    | Edu             | 28       |
| 11 | Ademir          | 27       |
|    | Zé Maria        | 27       |
| 12 | Givanildo       | 24       |
| 13 | Darcy           | 16       |
|    | Jairo           | 16       |
| 14 | Adãozinho       | 12       |
| 15 | Lance           | 11       |
| 16 | Rubens Nicola   | 4        |
| 17 | Beline          | 2        |
|    | Góis            | 2        |
| 18 | Jenildo         | 1        |

Fonte:MARINHO, Mário Lúcio. Revista Corinthians quebra o tabu. Editora Aner. Ano 4, nº 19. pág. 48
Técnicos
| Nº | Jogador         | Partidas |
| 1  | Oswaldo Brandão | 34       |
| 2  | Duque           | 13       |
| 3  | José Teixeira¹  | 1        |

¹José Teixeira atuou no Jogo Corinthians 3 x 1 XV de Piracicaba, no dia 20 de abril de 1977, quando o técncio Oswaldo Brandão não pode atuar.
Fonte:MARINHO, Mário Lúcio. Revista Corinthians quebra o tabu. Editora Aner. Ano 4, nº 19. pág. 48

### Artilheiros
| Nº | Jogador            | Gols |
| 1  | Geraldão           | 24   |
| 2' | Palhinha           | 9    |
| 3  | Romeu              | 8    |
|    | Vaguinho           | 8    |
| 4  | Basílio            | 7    |
| 5  | Luciano            | 6    |
| 6  | Ruço               | 3    |
| 7  | Edu                | 2    |
| 8  | Adãozinho          | 1    |
|    | Darçy              | 1    |
|    | Lance              | 1    |
|    | Wladimir           | 1    |
|    | Zé Maria           | 1    |
|    | Rosemiro/Palmeiras | 1    |

Fonte:MARINHO, Mário Lúcio. Revista Corinthians quebra o tabu. Editora Aner. Ano 4, nº 19. pág. 48

## Estádios
| Cidade                | Estádio                                  | Mando de campo      | Jogos    |
| --------------------- | ---------------------------------------- | ------------------- | -------- |
| São Paulo             | Morumbi                                  | São Paulo           | 18 jogos |
| São Paulo             | Pacaembu                                 | Corinthians         | 16 jogos |
| Ribeirão Preto        | Estádio Santa Cruz                       | Botafogo            | 2 jogos  |
| Araraquara            | Estádio Adhemar de Barros                | Ferroviária         | 1 jogo   |
| Bauru                 | Estádio Alfredo de Castilho              | Noroeste            | 1 jogo   |
| Piracicaba            | Estádio Barão de Serra Negra             | XV de Piracicaba    | 1 jogo   |
| Marília               | Estádio Bento de Abreu Sampaio Vidal     | Marília             | 1 jogo   |
| Campinas              | Estádio Brinco de Ouro da Princesa       | Guarani             | 1 jogo   |
| Ribeirão Preto        | Estádio Dr. Francisco de Palma Travassos | Comercial           | 1 jogo   |
| Jundiaí               | Estádio Doutor Jayme Cintra              | Paulista            | 1 jogo   |
| São José do Rio Preto | Estádio Mário Alves Mendonça             | América             | 1 jogo   |
| Campinas              | Estádio Moisés Lucarelli                 | Ponte Preta         | 1 jogo   |
| Sorocaba              | Estádio Humberto Reale                   | São Bento           | 1 jogo   |
| Santos                | Estádio Urbano Caldeira                  | Portuguesa Santista | 1 jogo   |
| Jaú                   | Estádio Zezinho Magalhães                | XV de Jaú           | 1 jogo   |

Fonte: MARINHO, Mário Lúcio. Revista Corinthians quebra o tabu. Editora Aner. Ano 4, nº 19. pág. 48